# Alambari
Alambari  — шостий студійний альбом етно-хаос гурту ДахаБраха, який вийшов 27 березня 2020 року. Досягнувши загального визнання та популярності попередньою платівкою «Шлях», гурт відійшов від її коцептуалізму й записав досить еклектичний альбом, який однак також був високо поцінований критиками. 
Alambari посів 7-ме місце в переліку найкращих українських альбомів 2020-го року за версією журналу Слух.

## Запис
Альбом записаний у Бразилії протягом двох тижнів у вересні 2019-го року. Зведення альбому зробив Максим Грусевич.

## Композиції
| #       | Назва                   | Тривалість |
| ------- | ----------------------- | ---------- |
| 1.      | «Dostochka»             | 7:30       |
| 2.      | «Vynnaya Ya»            | 6:13       |
| 3.      | «Khyma»                 | 7:05       |
| 4.      | «Sonnet»                | 5:56       |
| 5.      | «Torokh»                | 5:03       |
| 6.      | «Lado»                  | 4:06       |
| 7.      | «Im Tanzen Liene»       | 5:49       |
| 8.      | «Ya Siv Ne V Toy Litak» | 9:01       |
| 9.      | «Alambari»              | 10:57      |
| 1:01:44 |                         |            |